# Aron (I Cavalieri dello zodiaco)
Alone (アローン?, Arōn) è un personaggio del franchising I Cavalieri dello zodiaco, creato da Masami Kurumada per il suo manga sequel Saint Seiya - Next Dimension - Myth of Hades e successivamente ripreso da Shiori Teshirogi per il fumetto  I Cavalieri dello zodiaco - The Lost Canvas - Il mito di Ade (poi successivamente adattato nella serie di OAV omonima).
Si tratta di un giovane pittore italiano scelto da Ade come corpo ospite a causa del suo buon cuore, nonché migliore amico di Tenma, Cavaliere di Pegasus prima di Seiya.

Da notare che la traslitterazione ufficiale del nome è Alone e non "Aron" come molti pensano (viene chiamato Alone in molte traduzioni straniere), che indicherebbe anche la situazione di solitudine in cui si trovava prima d'incontrare Tenma (cosa ribadita dallo stesso Tenma nel capitolo 134 di Lost Canvas), usata nell'edizione italiana di Next Dimension edita da J-Pop. 

## Apparizioni

### Saint Seiya Next Dimension
In Saint Seiya Next Dimension, il manga seguito canonico della serie classica, Alone è un giovane pittore orfano. Un giorno, mentre si trovava in un bellissimo campo fiorito nelle vicinanze di antiche rovine, viene raggiunto da Shion e Dohko, appena promossi a sacri guerrieri d'Oro, i quali decidono di ucciderlo per impedire che lo spirito del dio dell'oltretomba Hades, prenda possesso del suo corpo iniziando così una nuova Guerra Sacra. Alone infatti è l'uomo più puro della terra, è sul suo collo ha sin da piccolo un ciondolo con inciso "Yours Ever" che indica che è destinato ad essere il contenitore dell'anima del dio. I due cavalieri d'oro vengono poi fermati dall'arrivo di Tenma, allievo del loro compagno di addestramento il Silver Saint Suikyo di Crateris, che ha allevato Tenma e Alone dopo averli trovati alcuni anni prima in una capanna in cui erano entrati per ripararsi dal freddo, che fu anche l'occasione in cui i due ragazzi si conobbero.
Alone però viene raggiunto e portato via da Pandora, sacerdotessa e comandante degli Specter, che gli fa trovare la sacra spada di Hades che era nascosta da alcuni secoli; una volta impugnata, il ragazzo viene investito da una luce arcana simile ad un fulmine, lo spirito del signore degli Inferi si è impossessato del suo corpo, poi insieme a Pandora si reca al Castello terreno di Hades.
Tramite un flashback si viene a conoscere che Alone viveva a Firenze(Italia) insieme a Tenma e Suikyo, dove Tenma veniva addestrato da Suikyo per diventare un Saint, mentre Alone studiava in una scuola d'arte per diventare un pittore professionista, inoltre lui e Tenma erano grandi amici con una graziosa e gentile ragazza di nome Sasha(che altri non è che la reincarnazione di Athena nel diciottesimo secolo). I tre ragazzi hanno un forte legame, tanto che si considerano come fratelli e sorella..Al Castello di Pandora, Alone mentre è nelle sue stanze, dipinge un quadro di Athena che cavalca il cavallo alato Pegasus, è si accorge che non riesce a ricordare i volti delle persone a lui care, è consapevole che in lui è in atto una trasformazione in quando nel suo corpo dimora lo spirito sopito del Dio Hades, scappa di nascosto dal castello e porta con sé la spada di Hades..
Spinto dallo spirito di Hades, Alone raggiunge la città di Firenze e con la spada del dio prova ad uccidere sia Sasha che Tenma, ferendo al petto quest'ultimo. Ma il cosmo divino delle due Athena(cosmo di Sasha unito al cosmo di Saori contenuto nei braccialetti fioriti indossati da Tenma e Seiya), fanno scomparire la spada di Hades, salvano sia Tenma che Seiya(nel ventesimo secolo).
Dopo quest'evento Alone riprende coscienza di sé, è saluta per l'ultima volta Tenma e Sasha, i suoi due più cari amici. Poi ritorna al castello di Pandora consapevole che lo spirito di Hades dentro di lui è risvegliato, ed ora la guerra sacra del diciottesimo secolo tra Hades e Athena ha inizio.

### Lost Canvas
Anche in Lost Canvas Aron è un giovane pittore amico di Tenma, ma i due vivono in un orfanotrofio nella zona povera in una città del centro Italia. Aron ha anche una sorella di nome Sasha, che ha vissuto con lui e Tenma all'orfanotrofio prima di essere adottata. Il suo sogno è quello di creare un quadro in grado di far commuovere tutte le persone in modo da condurle alla redenzione. Approfittando di questo suo desiderio il dio Ipno (sotto le mentite spoglie di un prete) lo spingerà a recarsi in un luogo sulle montagne a nord della città, in modo che incontri Pandora (la quale poi, andando avanti col manga, si rivelerà essere sua sorella maggiore) che gli metterà al collo il ciondolo Yours Ever. Nei due anni successivi, a seguito della partenza dell'amico Tenma per il Santuario, il potere di Ade si manifesta sempre di più, ad insaputa del povero Aron, facendo sì che ogni cosa dipinta da lui muoia. Approfittando dello stato di depressione di Aron, Pandora e Ipno lo spingono ad abbracciare l'idea che solo la morte sia salvezza, in modo che Ade possa prendere possesso del suo corpo. 

Aron sulla copertina di un numero di Lost Canvas

Tuttavia il risveglio di Ade non è completo e la mente di Aron influenza ancora il dio, che si sente ancora estremamente legato a Tenma e alla sorella Sasha (che si scopre essere Atena); per questo motivo Ipno, Tanato e Pandora isolano il dio in un atelier speciale, risvegliando così il vero ego del loro signore per cui la morte non è salvezza ma condanna. Per ben due volte (al Santuario e in Jamir) Sasha e Tenma sono quasi riusciti a liberare Aron da Ade, senza però riuscirci a causa dell'intervento di Pandora. Tuttavia l'anima di Aron non è mai scomparsa ed il ragazzo ha ingannato tutti per poter usare il potere di Ade e compiere quella che lui ritiene essere la vera salvezza, ossia portare le anime di tutte le persone nel gigantesco quadro chiamato Tela Perduta(il Lost Canvas del titolo) dove potranno vivere un'esistenza priva di dolore e sofferenza.. Inoltre ad inserire l'anima di Ade nel corpo di Aron quando era neonato è stato Yoma di Mefistofe (Specter nonché padre di Tenma) per evitare il solito procedere statico della guerra sacra.
 Dopo aver sostenuto uno scontro con Tenma che si conclude con la sua sconfitta, Aron viene totalmente posseduto dallo spirito di Ade, rivelando che il suo scopo era quello di ultimare la Tela Perduta prima del vero risveglio del dio degl'inferi, da cui viene però liberato dalla luce del Sole generata dalle dodici armature d'oro evocate da Sion. Infine, Aron si reca alla Casa Malefica di Plutone (la cattedrale divenuta castello di Ade) insieme a Sasha e Tenma, e si sacrifica insieme a loro usando il bracciale di fiori di Tenma per ricacciare il dio nell'Elisio.

## Altri media
Hiro Shimono (doppiatore del personaggio negli OAV di The Lost Canvas)  ha inciso l'image song del personaggio (dal titolo Nothing), pubblicato all'interno del CD di character song della serie
Come ricettacolo di Ade, Alone risulta un personaggio giocabile nel videogioco mobile Saint Seiya Aweking, nelle sue due iterazioni, indicate rispettivamente come "Ade Aron" (versione Lost Canvas) e "Aaron di Hades" (versione Next Dimension)